# Lijst van voorzitters van FC Emmen
Dit is een lijst van voorzitters van FC Emmen.
Sinds de toetreding van FC Emmen tot het betaalde voetbal in 1985 heeft de club 9 voorzitters, dan wel algemeen directeurs, gehad.
De eerste voorzitter was Dick Kreijkes. Hij was ook voorzitter van de commissie die verantwoordelijk was voor de totstandkoming van de profclub Emmen. Zijn opvolger, Geert Weggemans, bracht de scheiding tussen de amateurtak en de proftak aan. Onder het bewind van Alle Pijlman werd de club op sportief gebied zeer succesvol en werd veelvuldig de nacompetitie gehaald. Keerzijde van de medaille was echter dat de club mede hierdoor in zware financiële problemen kwam. Pas jaren later werd door het duo Ronald Lubbers en Henk Eising afgerekend met de schulden uit het verleden, nadat een faillissement lange tijd dreigde. Uiteindelijk was het Eising die de club weer financieel gezond wist te maken. Op sportief vlak was hij echter beduidend minder succesvol. In het seizoen 2009/2010 besloot de KNVB tot het invoeren van een degradatieregeling en leek de club lange tijd veroordeeld tot een terugkeer naar het amateurvoetbal. In de winterstop werden Eising's taken echter overgenomen door Gerrit Volkers, die in samenwerking met een groep grote sponsoren en Azing Griever de komst van verschillende versterkingen mogelijk maakte. Hierdoor speelde de club zich al vlot na de winterstop uit de degradatiezorgen. In augustus 2011 werd Volkers getroffen door een hartinfarct. Als gevolg hiervan droeg hij in oktober 2011 zijn taken tijdelijk over aan oud-directeur Johan Stuulen. In januari 2012 werd bekend dat de club in grote financiële problemen verkeerde, waarop de Raad van Commissarissen besloot definitief niet door te gaan met Volkers. Per 1 februari werd Jacob Paas aangesteld als nieuwe directeur, maar zijn contract wordt aan het einde van het seizoen niet verlengd. Ronald Lubbers is dan inmiddels teruggekeerd bij de club als bestuursvoorzitter en prioriteitsaandeelhouder en hij weet de club te behoeden voor het verlies van de licentie betaald voetbal en een faillissement. Hij stelt eind augustus Jan van Erve aan als nieuwe algemeen directeur. Hij wordt een seizoen later commercieel directeur en vertrekt kort daarna, waardoor Wim Beekman de nieuwe algemeen directeur wordt.

## Voorzitters
| Seizoen   | Naam                                                   | Functie                                                                           | Opmerkingen                                                                                   |
| 1985/1986 | Dick Kreijkes                                          | Voorzitter                                                                        |                                                                                               |
| 1986/1987 | Dick Kreijkes                                          | Voorzitter                                                                        | tot juni 1987                                                                                 |
| 1987/1988 | Geert Weggemans                                        | Voorzitter                                                                        | vanaf juni 1987                                                                               |
| 1988/1989 | Geert Weggemans                                        | Voorzitter                                                                        |                                                                                               |
| 1989/1990 | Geert Weggemans                                        | Voorzitter                                                                        | tot juli 1990                                                                                 |
| 1990/1991 | Alle Pijlman                                           | Voorzitter                                                                        | vanaf augustus 1990                                                                           |
| 1991/1992 | Alle Pijlman                                           | Voorzitter                                                                        |                                                                                               |
| 1992/1993 | Alle Pijlman                                           | Voorzitter                                                                        |                                                                                               |
| 1993/1994 | Alle Pijlman                                           | Voorzitter                                                                        |                                                                                               |
| 1994/1995 | Alle Pijlman                                           | Voorzitter                                                                        |                                                                                               |
| 1995/1996 | Alle Pijlman                                           | Voorzitter                                                                        |                                                                                               |
| 1996/1997 | Alle Pijlman                                           | Voorzitter                                                                        |                                                                                               |
| 1997/1998 | Alle Pijlman                                           | Voorzitter                                                                        | tot juli 1998                                                                                 |
| 1998/1999 | Rieks Kamps                                            | Voorzitter                                                                        | vanaf juli 1998                                                                               |
| 1999/2000 | Rieks Kamps                                            | Voorzitter                                                                        |                                                                                               |
| 2000/2001 | Rieks Kamps                                            | Voorzitter                                                                        |                                                                                               |
| 2001/2002 | Rieks Kamps Johan Stuulen                              | Voorzitter Algemeen directeur                                                     | tot januari 2002                                                                              |
| 2002/2003 | Johan Stuulen                                          | Algemeen directeur                                                                |                                                                                               |
| 2003/2004 | Johan Stuulen                                          | Algemeen directeur                                                                |                                                                                               |
| 2004/2005 | Ronald Lubbers                                         | Algemeen directeur                                                                | vanaf 28 mei 2004                                                                             |
| 2005/2006 | Ronald Lubbers                                         | Algemeen directeur                                                                | tot en met 31 december 2005                                                                   |
| 2006/2007 | Henk Eising                                            | Algemeen directeur                                                                | vanaf 1 januari 2006                                                                          |
| 2007/2008 | Henk Eising                                            | Algemeen directeur                                                                |                                                                                               |
| 2008/2009 | Henk Eising                                            | Algemeen directeur                                                                |                                                                                               |
| 2009/2010 | Henk Eising Gerrit Volkers                             | Algemeen directeur Algemeen directeur                                             | tot 1 januari 2010 vanaf 1 januari 2010                                                       |
| 2010/2011 | Gerrit Volkers                                         | Algemeen directeur                                                                |                                                                                               |
| 2011/2012 | Ronald Lubbers Gerrit Volkers Johan Stuulen Jacob Paas | Voorzitter Algemeen directeur ad interim Algemeen directeur                       | per februari 2012 tot februari 2012 van 17 oktober 2011 tot 1 februari 2012 per februari 2012 |
| 2012/2013 | Ronald Lubbers Henk Hoekstra Jan van Erve              | Voorzitter Algemeen directeur ad interim Algemeen directeur                       | opgestapt per 5 maart 2013 per 1 september 2012                                               |
| 2013/2014 | Ronald Lubbers Wim Beekman                             | Voorzitter Algemeen directeur                                                     | Teruggekeerd Henk Eising commercieel directeur                                                |
| 2014/2015 | Ronald Lubbers Wim Beekman                             | Voorzitter Algemeen directeur                                                     |                                                                                               |
| 2015/2016 | Ronald Lubbers Wim Beekman                             | Voorzitter Algemeen directeur                                                     |                                                                                               |
| 2016/2017 | Ronald Lubbers Wim Beekman                             | Voorzitter Algemeen directeur                                                     |                                                                                               |
| 2017/2018 | Ronald Lubbers Wim Beekman en Ben Haverkort            | Voorzitter Algemeen directeur                                                     | Henk Eising gestopt per 1 januari 2018                                                        |
| 2018/2019 | Ronald Lubbers Wim Beekman en Ben Haverkort            | Voorzitter Algemeen directeur                                                     | Wim Beekman gestopt per 1 maart 2019                                                          |
| 2019/2020 | Ronald Lubbers Ben Haverkort Jan Zwiers                | Voorzitter en algemeen directeur ad interim Algemeen directeur Algemeen directeur | per 1 maart 2020 commercieel directeur per 1 maart 2020                                       |
| 2020/2021 | Ronald Lubbers Jan Zwiers                              | Voorzitter Algemeen directeur                                                     | tot 5 oktober 2020                                                                            |